# Donker purperschaaltje
Donker purperschaaltje (Lecidella carpathica) is een korstmossoort uit het geslacht purperschaaltje (Lecidella). Hij leeft in symbiose met een chlorococcoïde alg.

## Determinatie

### Uiterlijke kenmerken
Donker purperschaaltje is een korstvormig korstmos. Het thallus is grof, granulair en heeft een wit (kalkachtig) tot geel- of grijswit, dof of licht glanzend oppervlak zonder sorediën of isidiën. De apotheciën hebben een diameter van 0,5–1 mm. Ze zijn plat en worden later later convex. Een apothecium is een zwarte schijf en een dunne, golvende rand. De pycnidiën zijn bolvormig, met een bruine wand, zwartbruin aan de bovenkant. 
Hij heeft de volgende kleurreacties: C−, K+ (geel) zelden K- en P+ (geel) en zelden P−.

### Microscopische kenmerken
Het hymenium is hyaliene en heeft een hoogte van 60–85 µm. De asci zijn 8-sporig. De ascosporen zijn breed ellipsoïd of ovaal en meten 10–16 × 6–8,5 µm groot. De conidiën zijn filiform, sterk gebogen, en 15–30 µm lang.

## Ecologie
Donker purperschaaltje groeit doorgaans epilitisch op zure steen en kan parasiteren op andere korstmossen. Zelden komt hij voor op hout of schors.

## Verspreiding
Het verspreidingsgebied van donker purperschaaltje is zeer groot en strekt zich uit over Afrika, de gematigde delen van Azië, Europa, Noord- en Zuid-Amerika. In Nederland is de soort zeldzaam.

## Fotogalerij

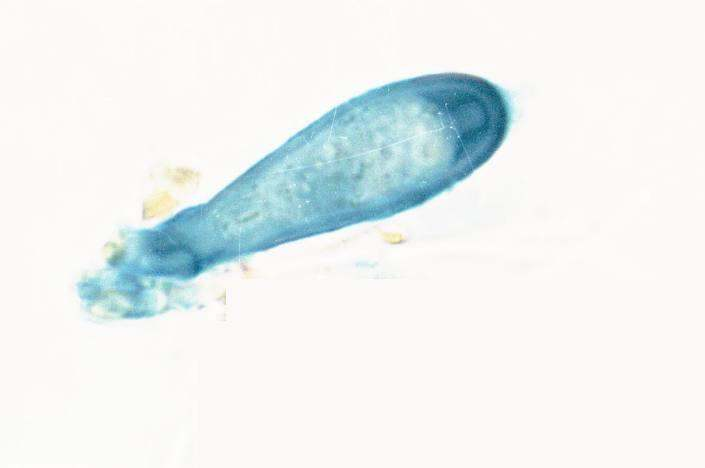
Ascus
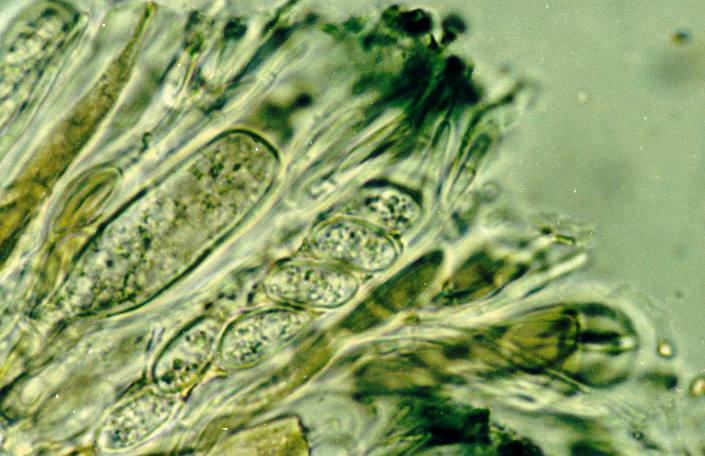
Asci met sporen
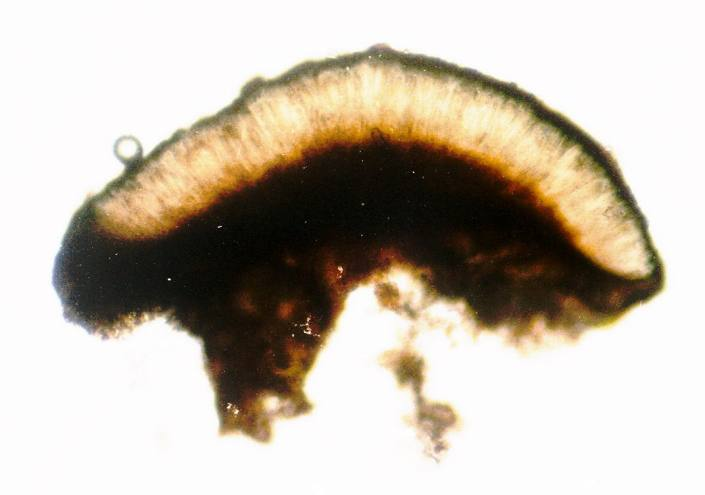
Doorsnede van een apothecium